# Nora Twomey
Nora Twomey (Cork City, 31 de octubre de 1971) es una animadora, directora, guionista, productora y actriz de doblaje irlandesa. Cofundadora,  junto con Tomm Moore y Paul Young, del estudio de  animación y productora, Cartoon Saloon, con sede en la ciudad de Kilkenny, Irlanda. Es más conocida por codirigir The Secret of Kells y dirigir The Breadwinner. Su trabajo en ambas películas le valió nominaciones al Premio de la Academia a la Mejor Película Animada.

## Biografía
Twomey cursó estudios en St. Mary's High School, en Midleton, condado de Cork, aunque los abandonó antes de completar el Leaving Certificate, a la edad de 15 años. Hizo trabajos artesanales en una fábrica local, pero continuó dibujando y estudió brevemente bellas artes antes de ser admitida en el Ballyfermot College, en Dublín, en su programa de la Escuela de Animación, gracias a su carpeta de trabajos. En la fábrica, Twomey manejó una cinta transportadora hasta doce horas durante el turno de noche. Twomey atribuye gran parte de su éxito a este período de su vida, ya que usaba audífonos para ahogar el fuerte ruido de la maquinaria. Afirma que el silencio combinado con la monotonía de la tarea que realizaba le permitía reflexionar sobre diferentes conceptos y generar ideas, muchas de las cuales serían filmadas más adelante a lo largo en su vida. Se graduó de Ballyfermot College en 1995. Twomey tiene dos hijos. Durante la realización de The Breadwinner, le diagnosticaron cáncer, del cual se ha encuentra ya recuperada.

## Trayectoria profesional
Después de graduarse de Ballyfermot College, Twomey comenzó a trabajar para el estudio de animación Brown Bags Film en Dublín. En 1999 cofundó el Cartoon Saloon, junto con a los que fueran sus compañeros de estudios, Tomm Moore, Paul Young y Ross Murray. En 2002 dirigió el premiado cortometraje de animación From Darkness, traducido como La mujer esqueleto. El cortometraje no tiene diálogos y está basado en un cuento popular inuit donde cuenta la historia de un pescador que adentrándose en aguas embrujadas en busca de alimentos, encuentra mucho más de lo que había previsto. También trabajó en la exitosa serie de televisión animada Skunk Fu!
Twomey escribió y dirigió el corto animado Cúilín Dualach (Backwards Boy), estrenado en 2004. Basado en una historia de Jackie Mac Donacha, un niño con la cabeza al revés solo encuentra amor y aceptación en su madre y tiene que trabajar para obtener el reconocimiento del resto de su comunidad, fundamentalmente el de su padre.
Codirigió, con Tomm Moore, la película de animación, El secreto de Kells,  además de poner su voz adicional a la película. Ésta está ambientada en la Irlanda del siglo IX, en la época en que se escribió el Libro de Kells. En él, un niño huérfano de 12 años que vive en un monasterio tiene la tarea de terminar un libro ilustrado con el arte de la iluminación. La película se estrenó en el Festival Internacional de Cine de Berlín en febrero de 2009. El secreto de Kells ha sido nominado en la categoría de Mejor largometraje de animación en la 82.ª edición de los Premios de la Academia.
Twomey continuó colaborando con Cartoon Saloon con largometrajes como Song of the Sea, en 2014, dirigida por Tomm Moore. Trabajó como jefa de historia y directora de voz de la película.
Dirigió la película animada The Breadwinner, estrenada en 2017. Basada la novela El pan de la guerra, considerada la novela para adultos jóvenes más vendida de Deborah Ellis, en la que se narra la historia de una niña de 11 años llamada Parvana que se ve obligada a vestirse como un niño y convertirse en el principal sostén de su familia cuando los talibanes arrestan injustamente a su padre. Se estrenó en el Festival Internacional de Cine de Toronto en septiembre de 2017 con un gran éxito.  Contó con la actriz Angelina Jolie como productora ejecutiva, quien también colaboró en la financiación del proyecto. Es el primer largometraje por el que obtiene el crédito de directora única. Supuso un gran éxito para Twomey, ya que fue reconocida como cineasta en solitario, además de ser elogiada por muchos como una fuente de empoderamiento femenino, pues durante su rodaje mantuvo una lucha contra el cáncer que le había sido diagnosticado. Durante el desarrollo de The Breadwinner, Twomey fue nombrada en "2017 10 Animators to Watch" de por la revista Variety.

## Temas y estilo
Las películas de Twomey suelen ser obras sobre la mayoría de edad, con protagonistas preadolescentes que tratan sobre mundos míticos, la importancia de las historias y cómo terminarlas, la aceptación, la familia y las comunidades. El trabajo de Twomey también apunta al hecho de que la vida es un ciclo de impermanencia y que la vida está en continuo cambio. Sus representaciones de este ciclo varían en tamaño y alcance. Un ejemplo de esto es su descripción de Afganistán en el sostén de la familia, al que describe como una tierra que ha pasado de progresista a opresiva en cuestión de años, tal es el ciclo. Twomey sigue una perspectiva de diseño única, ya sea utilizando personajes que se explican por su diseño visual o personajes cuyo carácter aporta más al diseño general que a sus mundos. Ella tiende a usar diseños de personajes simples pero efectivos para ser concisa en la entrega. Sus películas combinan arte tradicional y digital, pero a menudo están dibujadas a mano y tienen un estilo visual inspirado en los mundos de sus historias.
El trabajo de Twomey está diseñado para que lo disfruten todos los públicos, aunque sus protagonistas suelen ser niños o adultos jóvenes. Las historias que protagonizan generalmente se consideran complejas y de múltiples capas, lo que las hace potencialmente agradables y significativas tanto para adultos como para jóvenes y niños. Ella ha declarado que la animación es un medio a menudo pasado por alto, especialmente por los adultos, y algo que considera que carece de sentido, ya que para ella es simplemente otra forma de contar historias que puede ser igual de compleja. Twomey ama particularmente a los adultos jóvenes como audiencia, ya que puede brindarles historias vívidas sobre la mayoría de edad, que intentan representar y madurar, donde también están llegando a un acuerdo con la realidad, y ella, a diferencia de muchos cineastas, intenta tratarlos con dignidad, al no suavizar la realidad de sus historias. Se ven ejemplos de esto en Breadwinner, que describe la opresión, la brutalidad y la hipocresía de los talibanes en un mundo posterior al 11 de septiembre. Twomey admite en una entrevista que cree que su audiencia de adultos jóvenes y niños puede no tener la misma reacción visceral hacia las representaciones de los talibanes como adultos que tienen fuertes asociaciones con ellos, sin embargo, Twomey usa el tropo de "mayoría de edad", con un niño protagonista que ve muchas de estas cosas por primera vez, brindándole a alguien en la historia que puede indicarle cómo debería y cómo reaccionaría ante tales situaciones. Ella cree que un protagonista joven le da a los niños un trampolín hacia temas más adultos, lo que permite una realización cinematográfica de múltiples capas.
Las historias de Twomey a menudo tratan sobre la yuxtaposición, combinando lo fantástico y lo etéreo con las realidades de la vida, como el sexismo y la opresión. Ella intenta hacer que su representación del mundo real de Afganistán sea oscura, arenosa y cubierta de realismo, utilizando artistas y testigos afganos traídos para captar la cultura y el entorno en el que se desarrolla su película, a la inversa, ya que la mitad de la película se desarrolla en los personajes principales, mientras, Twomey utiliza arte geométrico colorido basado en miniaturas persas para contrastar la realidad con la imaginación.
Twomey también entreteje temas más pequeños de la vida, como el amor de un niño por sus padres, dinámicas complejas entre hermanos y feminidad que se incluyen para dar más humanidad a sus personajes.
En términos de estilo, Twomey es una gran defensora del viaje del héroe y cree que uno debe tener una comprensión sólida de esta estructura narrativa para poder trabajar tanto dentro como fuera de ella, permitiendo subversiones o nuevas e interesantes versiones de la fórmula.
Twomey también toma la decisión estilística de apegarse a las imágenes 2D dibujadas a mano a pesar del CGI 3D fácilmente accesible y más barato, disponible en la actualidad, ya que cree que el 2D puede ser más estilístico y resiste mejor la prueba del tiempo.

## Reconocimientos
Nora Twomey se convirtió en la séptima graduada de Ballyfermot College en haber sido nominada a un Premio de la Academia con su trabajo en The Breadwinner cuando fue nominada a Mejor Película Animada en los 90 Premios de la Academia. También fue nominada a un premio en los Globos de Oro.
The Breadwinner obtuvo 10 nominaciones en la 45.ª edición de los Premios Annie, incluida la obtenida por Dirección en una Producción de Largometraje Animado para Twomey. Ganó el premio a la Mejor Película Animada para una Película Independiente. Esta fue la primera vez que una sola directora dirigió la película que ganó el premio. También ganó el premio Cinema for Peace a la Justicia en 2018.
El trabajo de Nora Twomey también tuvo una fuerte presencia en los Premios Emile, un evento anual organizado por la Asociación Europea de Animación que honra a los creadores de animación europeos. Durante los premios de 2018 que se llevaron a cabo en Lille, Francia, la película de Twomey The Breadwinner ganó premios en cuatro categorías: Mejor Dirección, Mejor Guion Gráfico, Mejor Animación de Personajes, Mejor Fondo y Mejor Diseño de Personajes.
Twomey ha ganado varios premios según SDGI (Screen Directors Guild of Ireland). Estos premios incluyen Mejor Nuevo Cortometraje Irlandés de Animación, Galway Film Fleadh, 2002, Mejor Cortometraje, Festival de Cine Irlandés de Boston, EE. UU. Su película “De la oscuridad”. Su película Cúilín Dualach [Backwards Boy] también ganó Mejor Cortometraje de Animación, IFTA, Irlanda 2005, Mejor Cortometraje, Cartoons on the Bay, Italia 2005, Mejor Animación Infantil, Animadrid, 2005, y Mejor Animación, Celtic Film Festival, 2005. Entre otros premios, se puede incluir el Premio Cine por la Paz y la Justicia 2018 por su película The Breadwinner.
Cartoon Saloon, un estudio que Twomey cofundó con sus compañeros Paul Young y Tom Moore, en Kilkenny, Irlanda, ha sido nominado a 5 premios de la Academia, un premio BAFTA y varios premios Emmy antes mencionados.

## Filmografía

### Películas
| Año  | Título                           | Director | Productor | Departamento Animación | Actriz de voz | Papel        | Notas                                                         |
| ---- | -------------------------------- | -------- | --------- | ---------------------- | ------------- | ------------ | ------------------------------------------------------------- |
| 2002 | From Darkness                    | Sí       | Sí        | Sí                     | No            |              | Cortometraje Animador Diseño de personajes Director artístico |
| 2003 | The 3 Wise Men                   | No       | No        | Sí                     | No            |              | Supervisor de animación Efectos de animación                  |
| 2004 | Backwards Boy                    | Sí       | No        | Sí                     | No            |              | Cortometraje Animador Guionista y jefe de producción          |
| 2009 | The Secret of Kells              | Sí       | No        | No                     | Sí            | Voces extras | Codirector                                                    |
| 2009 | Old Fangs                        | No       | No        | Sí                     | No            |              | Corto Director creativo                                       |
| 2011 | Escape of the Gingerbread Man!!! | No       | No        | No                     | Sí            | Ms. Fox      | Corto                                                         |
| 2014 | Song of the Sea                  | No       | No        | Sí                     | No            |              | Director de guion Director doblaje                            |
| 2014 | Somewhere Down the Line          | No       | No        | No                     | Sí            | Voces extras | Corto                                                         |
| 2017 | The Breadwinner                  | Sí       | No        | No                     | No            |              |                                                               |
| 2020 | Wolfwalkers                      | No       | Sí        | No                     | Sí            | Voces extras |                                                               |
| 2022 | My Father's Dragon               | Sí       |           |                        |               |              |                                                               |

### Televisión
| Año           | Título | Productor              | notas |
| ------------- | ------ | ---------------------- | ----- |
| 2015          | Sí     | película de televisión |       |
| 2015-presente | Sí     | Productor creativo     |       |

## Premios y nominaciones
Premios Óscar
| Año  | Categoría                   | Película            | Resultado |
| ---- | --------------------------- | ------------------- | --------- |
| 2018 | Mejor película de animación | El pan de la guerra | Nominada  |